# Мільда Вальчукайте
Мільда Вальчукайте (лит. Milda Valčiukaitė, нар. 24 травня 1994, Вільнюс, Литва) — литовська веслувальниця, бронзова призерка Олімпійських ігор 2016 року, чемпіонка світу та Європи.

## Виступи на Олімпіадах
| Олімпіада | Дисципліна   | Місце |
| --------- | ------------ | ----- |
| Ріо 2016  | парні двійки | 3     |

## Зовнішні посилання
- Профіль на сайті worldrowing.

1. ↑  Milda Valciukaite